# UCI-Cyclocross-Weltcup 1997/98
Beim UCI-Cyclocross-Weltcup 1997/98 wurden von Oktober 1997 bis Januar 1998 durch die Union Cycliste Internationale Weltcup-Sieger im Cyclocross ermittelt. 
Es gab ausschließlich Rennen für Männer in der Elite, die an sechs Weltcup-Stationen in sechs verschiedenen Ländern ausgetragen wurden.

## Elite

### Männer
| Rnd | Datum             | Ort         | Erster              | Zweiter             | Dritter             |
| --- | ----------------- | ----------- | ------------------- | ------------------- | ------------------- |
| 1   | 26. Oktober 1997  | Eschenbach  | Richard Groenendaal | Adrie van der Poel  | Beat Wabel          |
| 2   | 22. November 1997 | Prag        | Dieter Runkel       | Adrie van der Poel  | Richard Groenendaal |
| 3   | 6. Dezember 1997  | Solbiate    | Daniele Pontoni     | Richard Groenendaal | Marc Janssens       |
| 4   | 21. Dezember 1997 | Koksijde    | Richard Groenendaal | Adrie van der Poel  | Marc Janssens       |
| 5   | 4. Januar 1998    | Pontchâteau | Daniele Pontoni     | Richard Groenendaal | Adrie van der Poel  |
| 6   | 18. Januar 1998   | Heerlen     | Richard Groenendaal | Adrie van der Poel  | Mario De Clercq     |

Gesamtwertung
| Platz | Name                   | Punkte |
| ----- | ---------------------- | ------ |
| 1     | Richard Groenendaal    | 260    |
| 2     | Adrie van der Poel     | 212    |
| 3     | Daniele Pontoni        | 161    |
| 4     | Marc Janssens          | 137    |
| 5     | Dieter Runkel          | 129    |
| 6     | Radomír Šimůnek senior | 109    |